# Setmana Catalana de 1977
La Setmana Catalana de 1977, va ser la 15a edició de la Setmana Catalana de Ciclisme. Es disputà en 7 etapes del 21 al 25 de març de 1977. El vencedor final fou el belga Freddy Maertens de l'equip Flandria-Velda per davant de Joseph Bruyere i Michel Pollentier.
Els ciclistes belgues va ser els grans dominadors d'aquesta edició. Malgrat guanyar 5 etapes i estar cada dia entre els tres primers, Maertens no aconseguí el lideratge final fins a la crono-escalada a Santa Maria de Queralt.

## Etapes
| Etapa  | Data       | Ciutats d'etapa                                   | km    | Vencedor de l'etapa     | Líder de la general   |
| ------ | ---------- | ------------------------------------------------- | ----- | ----------------------- | --------------------- |
| Pròleg | 21 de març | Montserrat Express – Montserrat Express (CRE)     | 8,0   | Flandria-Velda (BEL)    | Freddy Maertens (BEL) |
| 1a     | 21 de març | Montserrat Express – Montblanc                    | 107,0 | Freddy Maertens (BEL)   | Freddy Maertens (BEL) |
| 2a     | 22 de març | Montblanc – Sant Miquel d'Engolasters ( Andorra)  | 208,0 | Joseph Bruyere (BEL)    | Joseph Bruyere (BEL)  |
| 3a     | 23 de març | Puigcerdà – Sant Hipòlit de Voltregà              | 180,0 | Miguel María Lasa (ESP) | Joseph Bruyere (BEL)  |
| 4a     | 24 de març | Les Masies de Voltregà - Santa Eulàlia de Ronçana | 184,0 | Freddy Maertens (BEL)   | Joseph Bruyere (BEL)  |
| 5a A   | 25 de març | Santa Eulàlia de Ronçana – Gironella              | 110,0 | Freddy Maertens (BEL)   | Joseph Bruyere (BEL)  |
| 5a B   | 25 de març | Casserres – Santa Maria de Queralt (CRI)          | 25,0  | Freddy Maertens (BEL)   | Freddy Maertens (BEL) |

### Pròleg[1]
21-03-1977: Montserrat Express – Montserrat Express (CRE), 9,0 km.:
|   | Equip                | Temps          |
| - | -------------------- | -------------- |
| 1 | Flandria-Velda (BEL) | 49' 24" (suma) |
| 2 | Fiat France (BEL)    | + 56"          |
| 3 | Kas-Campagnolo (ESP) | + 01' 29"      |

### 1a etapa[1]
21-03-1977: Montserrat Express – Montblanc, 107,0 km.
|   | Ciclista              | Equip          | Temps      |
| - | --------------------- | -------------- | ---------- |
| 1 | Freddy Maertens (BEL) | Flandria-Velda | 2h 59' 35" |
| 2 | Lieven Malfait (BEL)  | Flandria-Velda | m. t.      |
| 3 | Eddy Merckx (BEL)     | Fiat France    | m. t.      |

### 2a etapa[1]
22-03-1977: Montblanc – Sant Miquel d'Engolasters, 208,0 km.:
|   | Ciclista              | Equip          | Temps      |
| - | --------------------- | -------------- | ---------- |
| 1 | Joseph Bruyere (BEL)  | Fiat France    | 6h 21' 45" |
| 2 | Freddy Maertens (BEL) | Flandria-Velda | + 29"      |
| 3 | Eddy Merckx (BEL)     | Fiat France    | m. t.      |

### 3a etapa[2]
23-03-1977: Puigcerdà – Sant Hipòlit de Voltregà, 160,0 km.:
|   | Ciclista                | Equip                  | Temps      |
| - | ----------------------- | ---------------------- | ---------- |
| 1 | Miguel María Lasa (ESP) | Teka                   | 4h 59' 45" |
| 2 | Freddy Maertens (BEL)   | Flandria-Velda         | m. t.      |
| 3 | Félix Suárez (ESP)      | Novostil-Transmallorca | m. t.      |

### 4a etapa[3]
24-03-1977: Les Masies de Voltregà - Santa Eulàlia de Ronçana, 184,0 km.:
|   | Ciclista                  | Equip                  | Temps      |
| - | ------------------------- | ---------------------- | ---------- |
| 1 | Freddy Maertens (BEL)     | Flandria-Velda         | 4h 57' 30" |
| 2 | José Luis Enfedaque (ESP) | Novostil-Transmallorca | m. t.      |
| 3 | Eddy Merckx (BEL)         | Fiat France            | m. t.      |

### 5a etapa A[4]
25-03-1977: Santa Eulàlia de Ronçana – Gironella, 110,0 km.:
|   | Ciclista              | Equip          | Temps      |
| - | --------------------- | -------------- | ---------- |
| 1 | Freddy Maertens (BEL) | Flandria-Velda | 2h 54' 43" |
| 2 | Jesús Suárez (ESP)    | Teka           | m. t.      |
| 3 | Benny Schepmans (BEL) | Frisol-Gazelle | m. t.      |

### 5a etapa B[4]
25-03-1977: Casserres – Santa Maria de Queralt (CRI), 25,0 km.:
|   | Ciclista                | Equip          | Temps   |
| - | ----------------------- | -------------- | ------- |
| 1 | Freddy Maertens (BEL)   | Flandria-Velda | 41' 09" |
| 2 | Michel Pollentier (BEL) | Flandria-Velda | + 12"   |
| 3 | Joseph Bruyere (BEL)    | Fiat France    | + 31"   |

## Classificació General
|    | Ciclista                | Equip          | Punts       |
| -- | ----------------------- | -------------- | ----------- |
| 1  | Freddy Maertens (BEL)   | Flandria-Velda | 22h 54' 46" |
| 2  | Joseph Bruyere (BEL)    | Fiat France    | + 4"        |
| 3  | Michel Pollentier (BEL) | Flandria-Velda | + 41"       |
| 4  | Joaquim Agostinho (POR) | Teka           | + 49"       |
| 5  | Eddy Merckx (BEL)       | Fiat France    | + 1' 34"    |
| 6  | Josep Pesarrodona (ESP) | Kas-Campagnolo | + 2' 40"    |
| 7  | Miguel María Lasa (ESP) | Teka           | + 2' 49"    |
| 8  | René Leuenberger (SUI)  | Kaenel-Colnago | + 3' 20"    |
| 9  | Pedro Torres (ESP)      | Teka           | + 3' 36"    |
| 10 | Mariano Martínez (FRA)  | Flandria-Velda | + 3' 37"    |